# 賈斯珀鎮區 (愛荷華州亞當斯縣)
賈斯珀鎮區（英語：Jasper Township）是位於美國愛荷華州亞當斯縣的一個行政鎮區。

## 地方資料
根據2010年美國人口普查的數據，賈斯珀鎮區的面積為92.21平方千米，當中陸地面積為92.04平方千米，而水域面積為0.17平方千米。當地共有人口398人，而人口密度為每平方千米4.32人。